# Diego García Rengifo
Diego García Rengifo, famoso preceptista literario español del siglo XVI.

## Biografía
Abulense, ingresó en la Compañía de Jesús en el colegio de San Gil de esa ciudad. Escribió un Arte poética española, con una silva fortissima de consonantes comunes (Salamanca, 1592, y Madrid, 1606) bajo el nombre de su hermano, Juan Díaz Rengifo, quizá por no estar bien visto que un jesuita se dedicara a esas labores, lo que ya apercibió Nicolás Antonio. Fue esta obra, mencionada en El diablo cojuelo, sin duda e inmerecidamente, hasta fines del siglo XVIII, la más famosa preceptiva literaria del Siglo de Oro, pese a su extravagancia formal, que deriva del Manierismo de que está imbuido el autor. La poesía, para él, debe mostrar el ingenio, y por eso la palabra poética se amanera con toda suerte de artificios y refinamientos técnicos estróficos. 
Sin embargo, hay que distinguir la obra original (edición de 1592 o la de Madrid de 1606), de las ediciones que aparecen a lo largo del siglo XVIII con toda una serie de añadidos de Joseph Vicens que acentúan aún más los artificios manieristas de manera especial. Como estas últimas versiones han sido las más difundidas del Arte poética, han sido también las que dieron desde el siglo XIX una imagen peyorativa del tratadista, pese a que también él amaga esas extravagancias, por más que los añadidos en los capítulos sobre los acrósticos, anagramas, ensaladas, laberintos, ecos, se deben a Vicens ya desde la 5.ª edición, de 1703, y las siguientes, de 1726 y 1759. 